# Верхние Термы
Верхние Термы (баш. Үрге Тирмә) — село в Чишминском районе Башкортостана, относится к Еремеевскому сельсовету.

## Географическое положение
Расположено на реке Слак (приток реки Калмашка), в 15 км к северо‑западу от райцентра и узловой железнодорожной станции Чишмы.
Расстояние до:
- районного центра (Чишмы): 15 км,
- центра сельсовета (Еремеево): 12 км,
- ближайшей ж/д станции (Чишмы): 15 км.

## История
Основано мишарями на вотчинных землях башкир Суби-Минской волости Ногайской даруги, изъятых по указам от 11 февраля 1736 в казну. В 1795 году под наименованием «Терми» учтено население 5 деревень (Башкирские Термы, Верхние и Нижние Термы, Еремеево и Новая), в 88 дворах учтено 696 человек. В 1865 зафиксировано как д. Мещерякские Верхние Термы, где в 151 дворе учтено 846 человек (431 мужчина и 415 женщин, башкиры, тептяри). Было 2 мечети, водяная мельница.
В «Списке населенных мест по сведениям 1870 года», изданном в 1877 году, населённый пункт упомянут как деревня Верхние Мещерякские Термы 1-го стана Уфимского уезда Уфимской губернии. Располагалась при речке Шелаке, по левую сторону Казанского почтового тракта из Уфы до левого берега реки Дёма, в 55 верстах от уездного и губернского города Уфы и в 35 верстах от становой квартиры в деревне Берсюванбаш. Население занималось земледелием, скотоводством, плотницким делом и плетением лаптей. В 1906 году (современное наименование) отмечено 3 мечети, татарское училище, водяная мельница, хлебозапасный магазин.

## Население
| 2002 | 2009 | 2010 |
| ---- | ---- | ---- |
| 356  | ↘320 | ↘303 |

Национальный состав
Согласно переписи 2002 года, преобладающая национальность — татары (79 %).
Численность населения: в 1906 году — 1154 человек; 1920 — 1385 человек; 1939 — 856 человек; 1959 — 633 человек; 1989 — 353 человек. Есть основная школа, фельдшерско-акушерский пункт, ДК и библиотека.

## Жители села, погибшие в Великую Отечественную войну 1941—1945 гг.
- рядовой Муслимов Набиахмет Галиахметович, 1914 г.р., пропал без вести в 12.1941 г.
- рядовой Муслимов Рашит Галиахметович, 1925 г.р., пропал без вести в 12.1943 г.

## Галерея

Фотографии жителей башкир сделанные М. А. Круковским в 1908 году с современной припиской
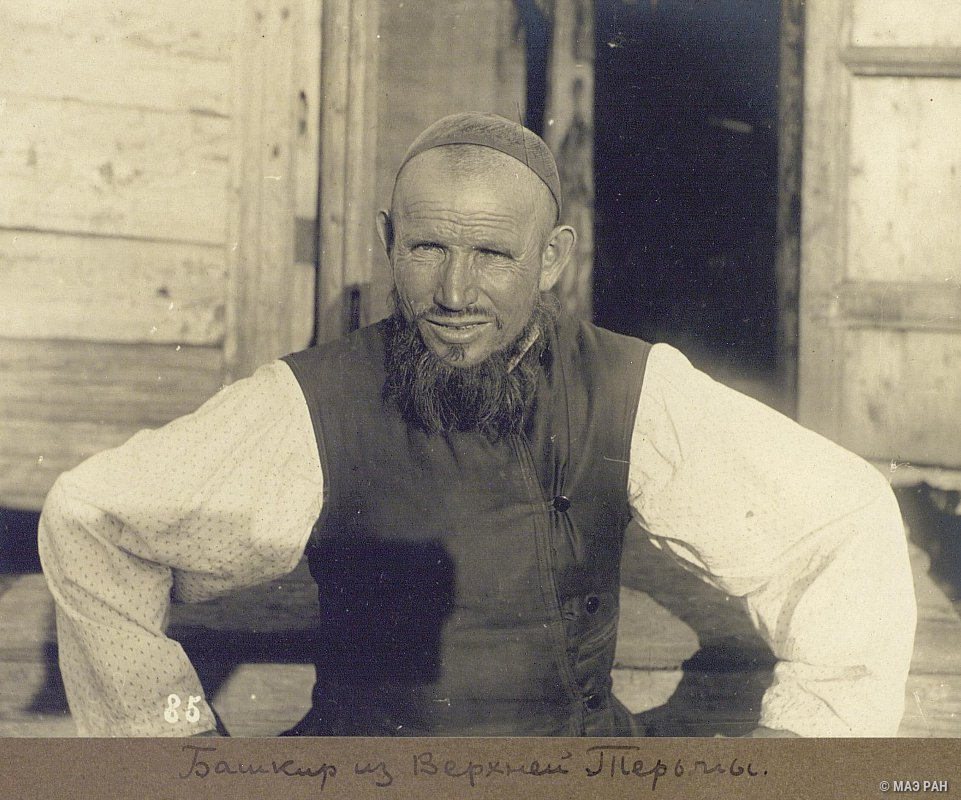
250пкс
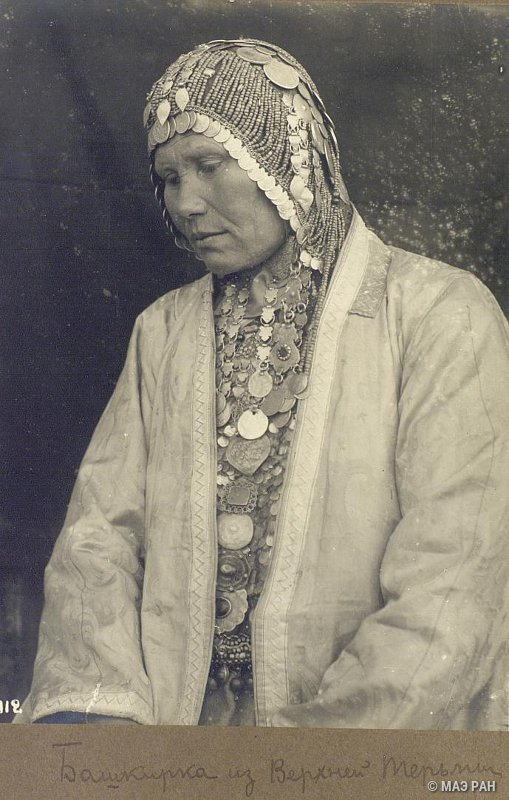
250пкс
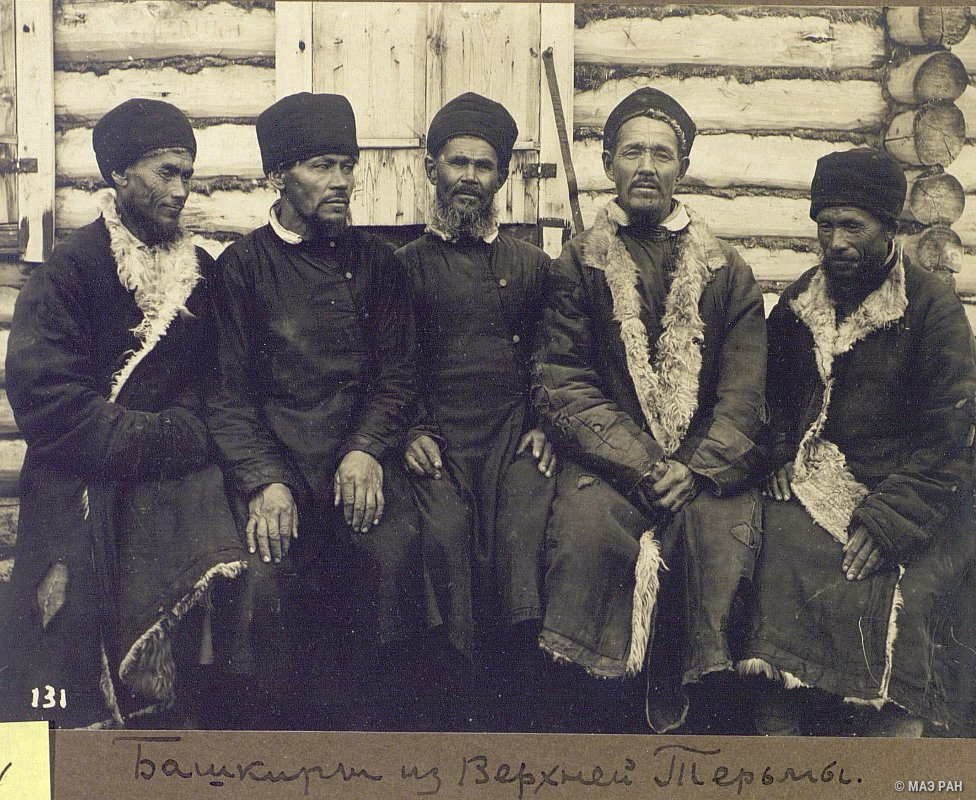
250пкс
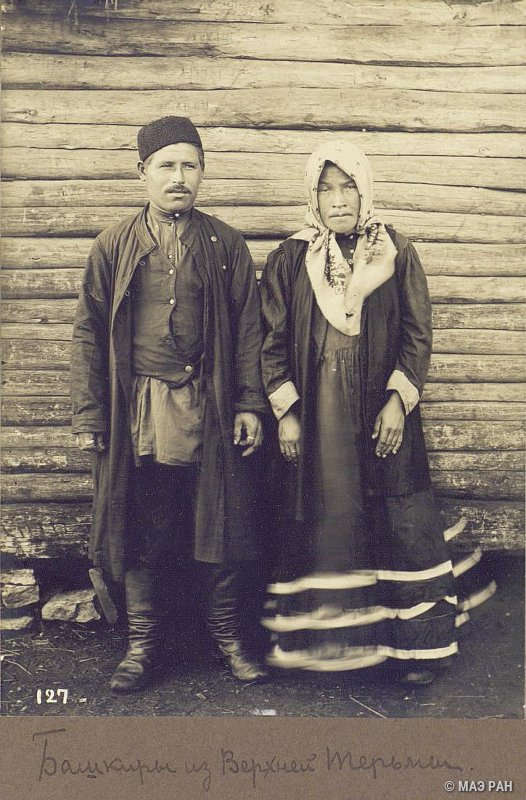
250пкс
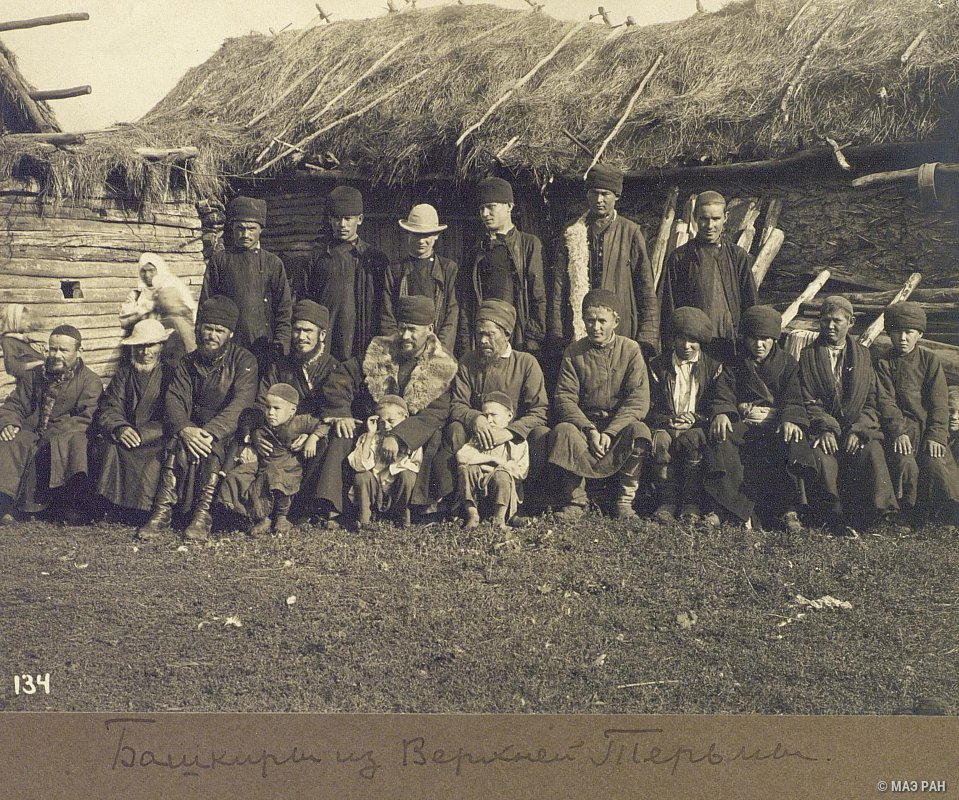
250пкс
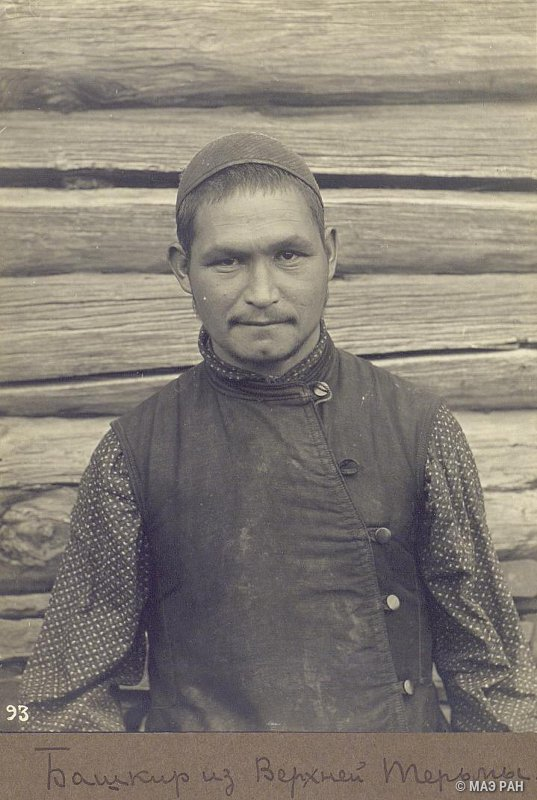
250пкс
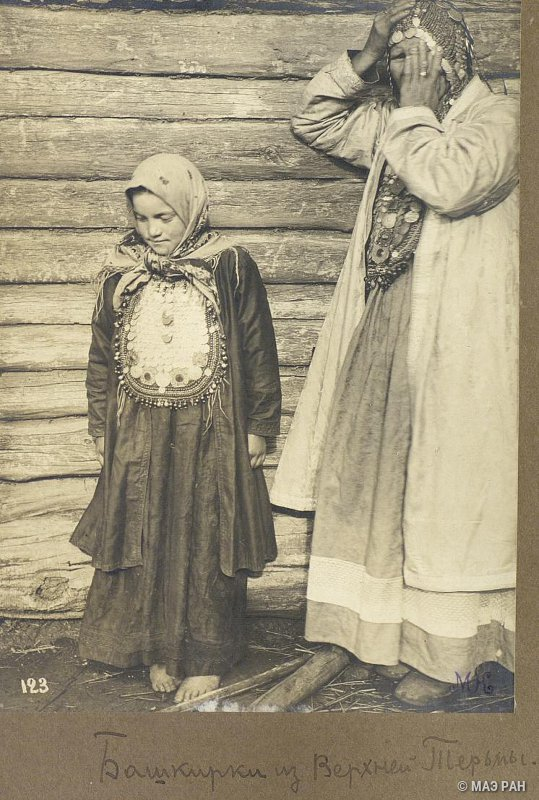
250пкс
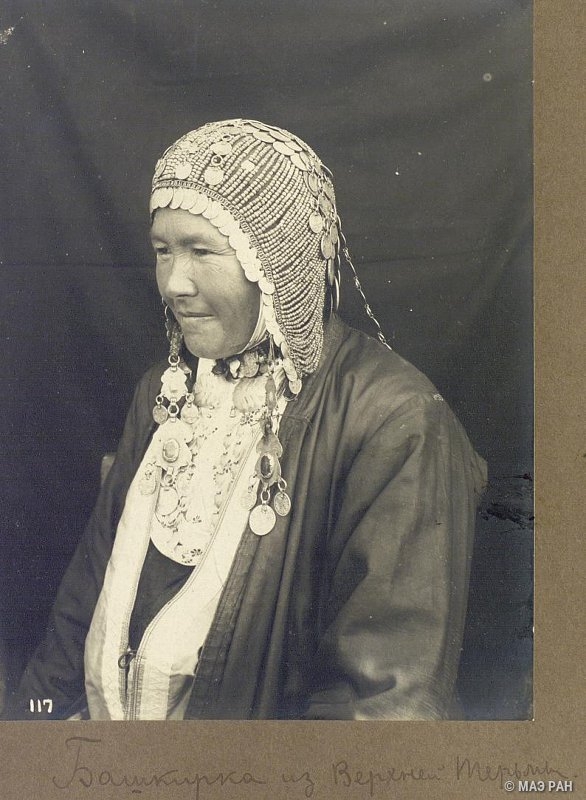
250пкс
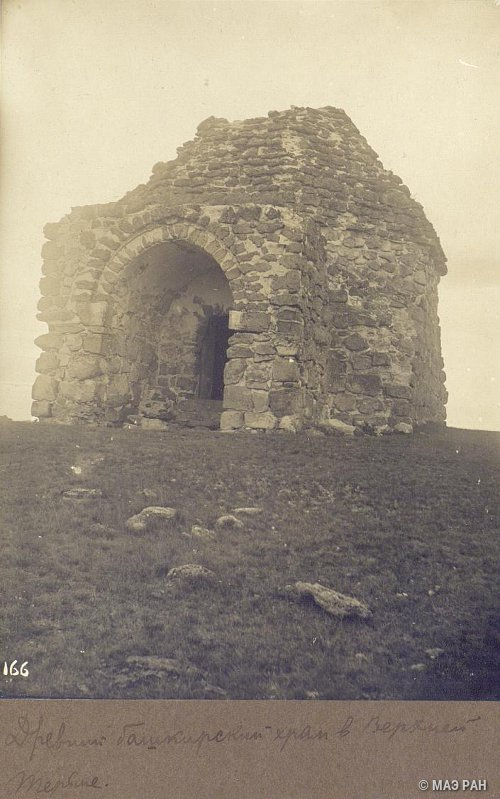
250пкс